# Franco Moscone
Franco Moscone (Alba, 10 dicembre 1957) è un arcivescovo cattolico italiano, dal 3 novembre 2018 130º arcivescovo di Manfredonia-Vieste-San Giovanni Rotondo.

## Biografia
Nasce il 10 dicembre 1957 ad Alba, sede dell'omonima diocesi, ma è originario di Serralunga d'Alba.

### Formazione e ministero sacerdotale
Ha frequentato la IV e la V ginnasio nel collegio vocazionale di Cherasco, in provincia di Cuneo, presso la congregazione dei padri somaschi dal 1971 al 1973. Dopo la maturità classica, rientra nel seminario dei padri somaschi; nel 1977 emette la professione temporanea e il 22 settembre dell'anno seguente la professione perpetua.
Consegue il baccalaureato presso il Pontificio ateneo Sant'Anselmo a Roma. Nel 1991 consegue anche la laurea in lettere e filosofia presso l'Università degli Studi di Torino.
Ordinato diacono il 6 novembre 1983 a San Mauro Torinese dal cardinale Anastasio Alberto Ballestrero, arcivescovo metropolita di Torino, riceve l'ordinazione presbiterale il 16 giugno dell'anno seguente a Serralunga d'Alba da Angelo Fausto Vallainc, vescovo di Alba.
Nel 1995 viene inviato a Toruń in Polonia per aprire una casa dell'ordine di cui poi diviene superiore, incarico che mantiene fino al 1999 insieme a quello di delegato provinciale della Polonia.
Rientrato in Italia, ricopre diversi incarichi sempre nella famiglia somasca, fino a divenirne preposito generale nel 2008, incarico a cui viene più volte rieletto.

### Ministero episcopale

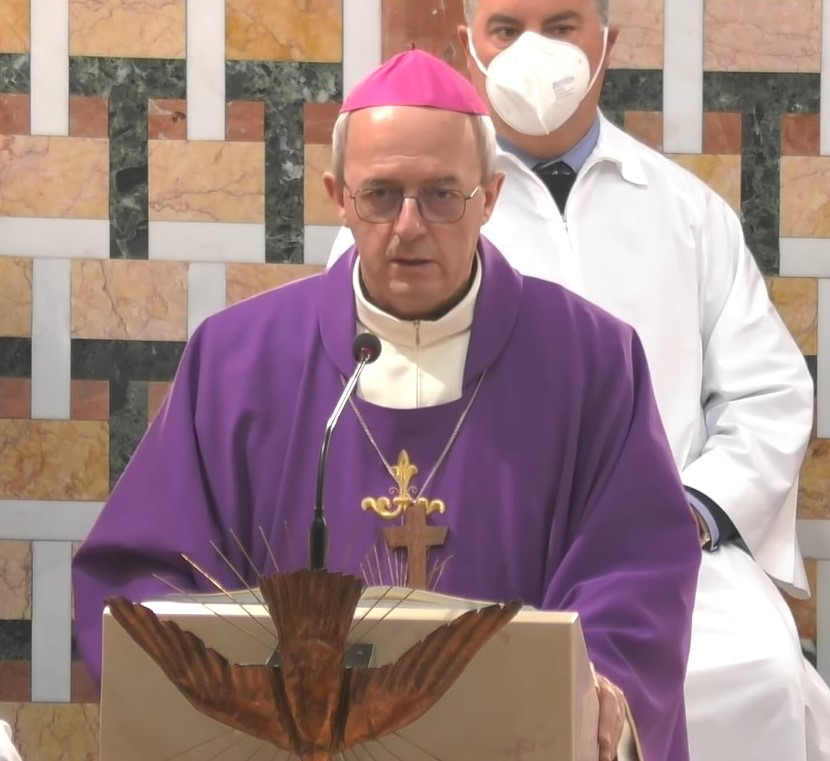
Mons. Moscone nella chiesa della Casa Sollievo della Sofferenza.

Il 3 novembre 2018 papa Francesco lo nomina arcivescovo di Manfredonia-Vieste-San Giovanni Rotondo; succede a Michele Castoro, deceduto il 5 maggio precedente. Riceve l'ordinazione episcopale il 12 gennaio 2019, nella cattedrale di Alba, da Marco Brunetti, vescovo di Alba, co-consacranti Donato Negro, arcivescovo di Otranto, e Andrzej Wojciech Suski, vescovo emerito di Toruń. Prende possesso canonico dell'arcidiocesi il 26 gennaio successivo.

## Stemma e motto

### Blasonatura
Troncato: nel 1º d'oro, al sinistrocherio di carnagione, vestito al naturale, sostenente una croce dello stesso posta in banda; nel 2º di campo di cielo, all'ombra di sole movente dalla punta.
Scudo gotico, con croce astile, galero e nappe tipiche da arcivescovo.

### Interpretazione
Nella parte superiore vi è un richiamo allo stemma dell'ordine di appartenenza dell'arcivescovo mentre, nella parte inferiore, il sole nascente è un chiaro riferimento alla sua città natale.

### Motto
Il motto prescelto Servire pauperibus et Ecclesiae è tratto dal testamento spirituale di san Girolamo Emiliani, fondatore della congregazione dei padri somaschi, «Seguite la via del Crocifisso disprezzando il mondo, amatevi gli uni gli altri, servite i poveri» a cui l’arcivescovo ha voluto aggiungere il riferimento alla Chiesa.

## Genealogia episcopale
La genealogia episcopale è:
- Cardinale Scipione Rebiba
- Cardinale Giulio Antonio Santori
- Cardinale Girolamo Bernerio, O.P.
- Arcivescovo Galeazzo Sanvitale
- Cardinale Ludovico Ludovisi
- Cardinale Luigi Caetani
- Cardinale Ulderico Carpegna
- Cardinale Paluzzo Paluzzi Altieri degli Albertoni
- Papa Benedetto XIII
- Papa Benedetto XIV
- Papa Clemente XIII
- Cardinale Bernardino Giraud
- Cardinale Alessandro Mattei
- Cardinale Pietro Francesco Galleffi
- Cardinale Giacomo Filippo Fransoni
- Cardinale Carlo Sacconi
- Cardinale Edward Henry Howard
- Cardinale Mariano Rampolla del Tindaro
- Cardinale Gennaro Granito Pignatelli di Belmonte
- Cardinale Pietro Boetto, S.I.
- Cardinale Giuseppe Siri
- Cardinale Giacomo Lercaro
- Vescovo Gilberto Baroni
- Cardinale Camillo Ruini
- Arcivescovo Cesare Nosiglia
- Vescovo Marco Brunetti
- Arcivescovo Franco Moscone, C.R.S.